# Свиная война
Свиная война (серб. Свињски рат/Svinjski rat) или таможенная война — это торговая война между Австро-Венгрией и Королевством Сербией в 1906—1908 гг., в ходе которой Австро-Венгрия ввела безрезультатную таможенную блокаду против Сербии.

## Предпосылки
В начале XX века Сербия была экономически зависима от Австро-Венгерской империи:
- австрийская доля в сербском экспорте доходила до 86 % (основная статья экспорта — свинина);
- рос государственный долг, главным кредитором которого являлась Австро-Венгрия.

Сербия попыталась избавиться от экономической и политической зависимости от Габсбургов и наладить торговые связи с Францией и Болгарией. В частности, она начала замещать импортное австро-венгерское военное снаряжение французским, а также в 1905 году заключила таможенный союз с Болгарией, вследствие которого австрийские товары, обложенные пошлиной, из-за высокой цены перестали продаваться на сербском рынке. После этого, Вена решила наказать сербов экономическими санкциями.

## История
В апреле 1906 года Австрия закрыла границы для сербской свинины. Сербия заручилась французскими инвестициями на строительство новых мясокомбинатов для международной торговли, начала заказывать материалы у Австрийского соперника — Германской империи и оказывать давление на управляемые Австро-Венгрией провинции Боснии и Герцеговины на торговой точке в Адриатическом море. В марте 1908 года Австро-Венгрия сдалась. Россия поддерживала действия Сербии, и войны между Австро-Венгрией и Россией удалось избежать только из-за немецкого ультиматума в 1909 году с требованием прекращения российской помощи Сербии.

## Итоги
Сербия сумела переориентировать свой экспорт на другие рынки, что уменьшило её зависимость от Австро-Венгрии. Доля Австро-Венгрии в сербском экспорте упала с 86 % до 15 %.